# Setge de Mòtia
El Setge de Mòtia va tenir lloc el 398 o el 397 aC, quan Dionís el Vell va trencar el tractat de pau existent des del 405 aC entre Siracusa i Cartago en la seva lluita pel control de Sicília. Aprofitant l'aturada de les hostilitats entre les dues potències, Dionís havia reforçat el seu exèrcit de mercenaris, incrementat la seva flota i assegurat el seu poder com dictador de la ciutat, que va fortificar. Un cop llest, va atacar i saquejar la ciutat fenícia de Mòtia, malgrat els esforços d'Himilcó Hannó per socórrer-la.

## Rerefons
Himilcó Hannó havia liderar una triomfant campanya per Sicília el 406 aC, capturant i saquejant les ciutats gregues d'Agrigent, Gela i Camarina. Durant el conflicte, la divisió entre les files gregues va permetre que Dionís aconseguís el poder, executant els seus rivals i assumint el paper de dictador. Quan els cartaginesos es dirigien cap a Siracusa, Himilcó i Dionís van arribar a un acord força avantatjós per Cartago, doncs assegurava la seva esfera d'influència sobre la part occidental de Sicília i les tribus nadius d'Elimis i Sicans, a més dels tradicionals aliats fenicis. Els Sículs i les ciutats de Leontini i Messina restaren neutrals.

## Accions de Dionís
El tractat va fer bastant impopular a Dionís, qui havia ordenat l'evacuació de Gela i Camarina sense presentar batalla, segurament per poder concentrar-se en les lluites internes pel poder de Siracusa i fer front els seus enemics polítics. Fos com fos, el tractat deixava Siracusa encaixada entre Camarina, vassalla de Cartago, i Leontini, hostil a Siracusa.
Dionís va deixar de banda la política exterior i es va centrar a purgar qualsevol intent d'apartar-lo del poder i en reforçar el poder militar de la ciutat. Entre el 405 aC i el 397 aC va repoblar l'illa d'Orytiga amb mercenaris i va construir un mur que la connectava amb Siracusa. En aquest istme va construir un fortí i encara va aixecar un segon fort a l'extrem de les Epípoles, tot envoltat per una nova muralla que fou acabada el 399 aC. Treballant ell mateix al costat dels obrers, Dionís va guanyar popularitat i va convertir Siracusa en la ciutat grega més ben fortificada dels seus temps.
Seguidament, Dionís va incrementar el seu exèrcit de mercenaris alhora que construïa més naus de combat. Fins aleshores, els soldats grecs eren ciutadans que aportaven les seves pròpies armes, però Dionís va canviar aquesta tradició llogant armers italians, grecs i africanss per suplir els seus mercenaris. D'aquesta manera, va poder reclutar soldats de totes les classes socials, sense mitjans propis per comprar una espasa o un escut. Els armers també van construir catapultes i quinquerrems. Dionís va construir 200 noves naus, va reparar 110 i va comissar 160 naus mercants.
El 404 aC, Dionís es va sentir prou fort per trencar el tractat de pau atacant la ciutat sícul d'Herbessus, teòricament neutral. Cartago no va reaccionar. Entre el 403 i el 398 aC, Dionís va destruir les ciutats de Catana, on va establir els seus mercenaris de Campània, i Naxos, esclavitzant tots els seus habitants i cedint el territori als sículs veïns. Finalment va conquerir Leontini, que es va rendir sense resistència i va reforçar els llaços que l'unien amb els italians d'origen grec casant-se amb Doris, filla de Xenetos, un dels principals ciutadans de Locri.
El 398 aC, Dionís va enviar una ambaixada a Cartago per declarar la guerra a menys que els cartaginesos renunciessin al control que mantenien sobre les esmentades ciutats gregues. Malgrat tot, no es va esperar que l'ambaixada obtingués cap resposta, i va donar via lliure perquè els seus mercenaris ataquessin, assassinessin i robessin els ciutadans cartaginesos de Siracusa. Llavors va posar rumb a Mòtia amb 200 naus de guerra i 500 naus de transport.

## Setge de Mòtia: Preparacions
Tan bon punt Dionís es va posar en marxa, les ciutats gregues sota control de Cartago es van revoltar, matant tots els cartaginesos que van trobar. Molts soldats van sortir d'Agrigent, Gela i Camarina per unir-se al dictador, que va reunir 80.000 soldats i 3.000 cavallers. Dionís va enviar el seu germà Leptines al capdavant de la flota per bloquejar Mòtia, mentre ell liderava les tropes per prendre Eryx. Això deixava només Panormus, Solus, Segesta i Entella fidels a Cartago, ciutats que van patir el setge de les tropes de Siracusa. Malgrat tot, alguns intents d'assaltar les ciutats no van tenir èxit i Dionís va decidir posar rumb a Mòtia, confiant que la resta de les ciutats cauria un cop Mòtia fos capturada.

### Fortifications de Mòtia
La ciutat fenícia estava situada en una petita illa al ben mig d'una badia poc profunda. Estava ben defensada per un mur que tenia 20 torres de vigilància i que rodejava la ciutat, arribant al nivell de l'aigua. Aquesta manca d'espai havia ocasionat que la ciutat s'hagués expandit verticalment, amb edificis de sis plantes d'alçada, alguns més alts que les mateixes muralles. L'illa estava connectada a terra únicament per un espigot de 1500m de llarg i 10m d'ample, amb una porta que es trobava al costat de l'illa, protegida per dues torres més. Davant de l'aproximament de Dionís, els ciutadans tancaren la porta, tallaren l'espigot i es prepararen per patir el setge.
Els grecs, per la seva banda, van deixar les naus de guerra a la platja del nord de la badia i treballadors, mariners i soldats es posaren a reparar l'espigot per poder arribar fins a les muralles de la ciutat.

## Ajuda de Cartago
Himilcó va liderar de nou la resposta de Cartago a les demandes d'ajut dels seus súbdits sicilians. Mentre reclutava un exèrcit de mercenaris, va envair 10 trirrems cap a la mateixa Siracusa, que estava sense defenses, i va destruir tots els vaixells que hi va trobar. La manca d'homes va impedir que realitzés un atac sorpresa sobre la capital de Dionís per intentar capturar-la.
Seguidament va organitzar una impressionant flota de 100 trirems que van posar rumb a Mòtia, passant per Segesta. La flota púnica va caure sobre les naus de transport gregues que van trobar a prop de Lilibèon, destruint tantes com van poder. Llavors es va posicionar a l'entrada de la badia, atrapant les naus de guerra de Dionís que estaven a la platja del nord, però incomprensiblement no les va atacar.

## L'enginy de Dionís
Mentre la flota d'Himilcó tenia espai suficient de maniobra en aigües obertes, els grecs havien de lluitar contra l'espai reduït de la badia i el poc calat de les aigües, factors que anul·laven la seva superioritat numèrica. Dionís va ordenar doncs que només un petit nombre d'embarcacions s'enfrontessin als púnics, amb molts arquers i foners a bord, recolzats pel foc de les catapultes des de terra, per aturar l'avenç de les naus enemigues. Mentrestant, va dur a terme una brillant estratègia: Ell i els seus homes van construir un camí fet amb taulers de fusta que creuava l'istme fins a arribar de nou a mar obert. Per aquest camí van transportar 80 trirrems, que un cop de nou a l'aigua, van rodejar la badia atacant els púnics per la rereguarda. Himilcó no va voler fer front a aquest doble atac i es va retirar, posant rumb a Cartago i abandonant Mòtia a la seva sort.

## Assalt a la ciutat
Amb la flota cartaginesa fora de joc, els grecs van acabar ràpidament les reparacions de l'espigot i van arribar a les muralles de Mòtia, fent avançar torres d'assalt més altes que les mateixes muralles. Una pluja de fletxes i altres armes voladisses van escombrar els murs de defensors, permetent que els ariets comencessin a colpejar les portes.
Els fenicis van contraatacar alçant pals d'embarcacions per sobre dels edificis, des d'on un o dos homes llençaven bombes incendiàries contra ariets i torres d'assalt, però els grecs disposaven d'un eficient equip que lluitava contra el foc i finalment els ariets van aconseguir obrir una bretxa en les defenses per on va avançar la infanteria.
Els fenicis van rebre l'enemic amb fletxes i pedres que llençaven des dels teulats de les cases, però els grecs van pujar dalt dels edificis, passant d'un a l'altre amb taulers de fusta, lluitant i capturant casa per casa. Aquesta guerra urbana va durar molts dies, ja que els fenicis no esperaven cap pietat per part de Dionís i la seva resistència era aferrissada. Dionís llavors va enviar un grup de mercenaris que, de nit, van prendre certs punts estratègics de la ciutat, donant l'avantatge als grecs. Encara que el dictador volia prendre presoners per vendre'ls com esclaus, els soldats grecs, frustrats per tants dies de batalla, van massacrar la població.

## Fets posteriors
Dionís va crucificar tots els grecs que va trobar lluitant al costat de l'enemic, va saquejar la ciutat i va repartir el botí entre les tropes. Després va avançar contra Segesta i Entella mentre la flota retornava a Siracusa. Mòtia no es va recuperar d'aquest saqueig i no es va reconstruir, així que els pocs supervivents es desplaçaren a Lilibèon, que va esdevenir una plaça forta cartaginesa i que no cauria mai sota el setge dels grecs ni més tard dels romans. Himilcó contraatacaria retornant a Sicília amb una flota i posant setge a Siracusa.